# Gottfried Fuchs
Gottfried Fuchs (3 tháng 5 năm 1889 – 25 tháng 2 năm 1972) là một cố cầu thủ bóng đá người Đức. Là một người Đức Do thái, ông rời Đức di cư tới Canada. Ông được nhớ tới khi ghi 10 bàn cho Đức trong chiến thắng 16–0 trước Nga tại Olympic 1912 ngày 1 tháng 7, trở thành chân sút số một của giải đấu. Với thành tích ghi 10 bàn thắng trong một trận đấu quốc tế ông cùng với Sophus Nielsen tại Thế vận hội 1908 nắm giữ kỷ lục ghi bàn đến tận năm 2001.
Fuchs cùng với Fritz Förderer và Julius Hirsch là bộ ba tấn công huyền thoại của Karlsruher FV. Anh trai ông là Richard Fuchs. Ông từng cùng Karlsruher FV vô địch Đức năm 1910.